# Grande mosquée de Clermont-Ferrand
 (août 2025).
Si vous disposez d'ouvrages ou d'articles de référence ou si vous connaissez des sites web de qualité traitant du thème abordé ici, merci de compléter l'article en donnant les références utiles à sa vérifiabilité et en les liant à la section « Notes et références ».
La grande mosquée de Clermont-Ferrand est un édifice religieux musulman français, situé à Clermont-Ferrand dans le Puy-de-Dôme.
Il s'agit de la plus grande mosquée d'Auvergne

## Noms
La grande mosquée de Clermont-Ferrand porte plusieurs noms. Elle est précisément nommée Mosquée At-Tawhid, en référence au principe de l'unicité de Dieu dans l'Islam.
Elle est aussi nommée communément grande mosquée d'Auvergne ou encore de manière synthétique grande mosquée de Clermont-Auvergne.

## Situation
L'édifice s'élève au 15, rue du Docteur Nivet, dans le quartier des Carmes, à l'ouest de la ville.

## Historique

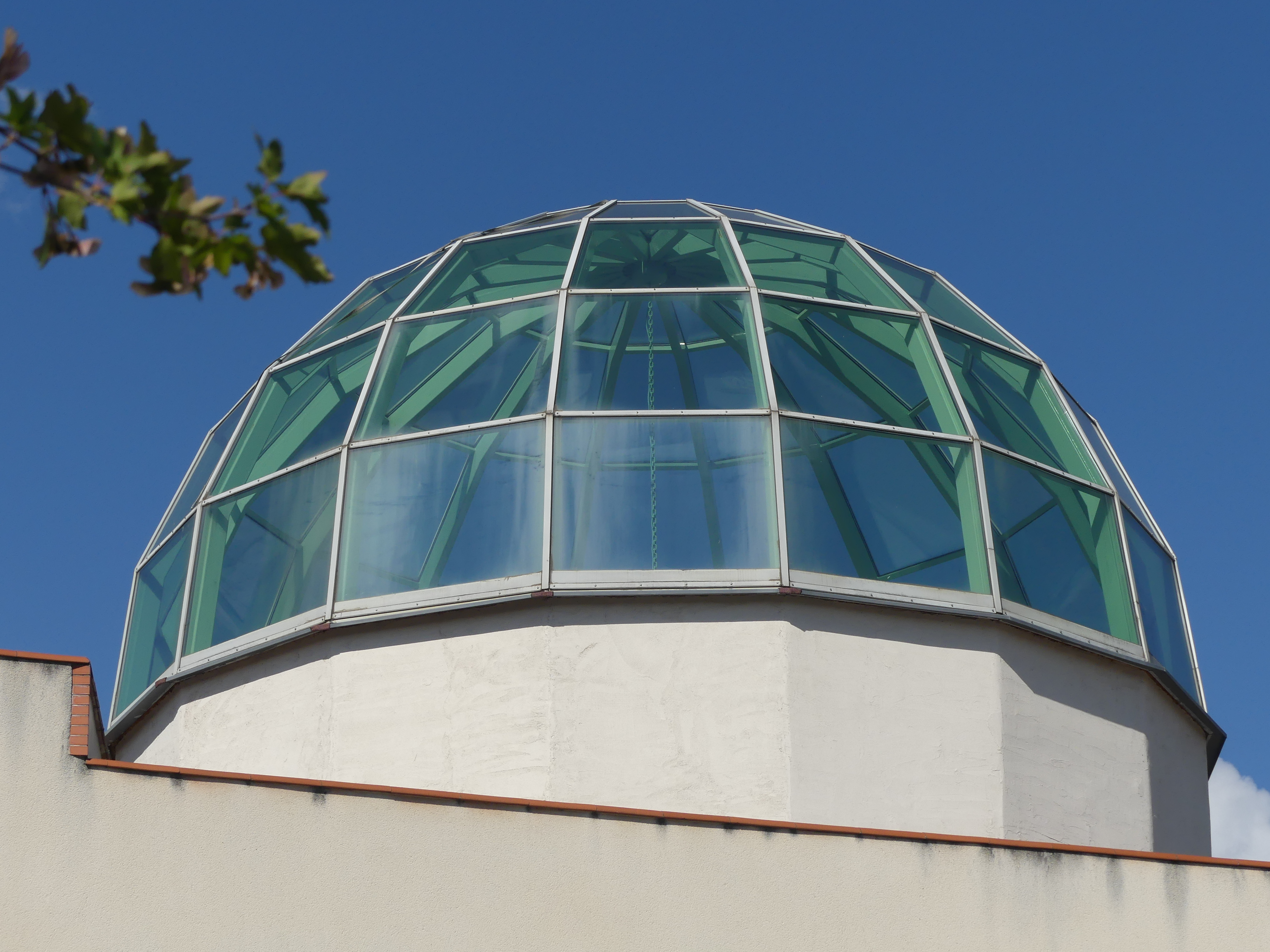
Coupole en verre de la grande mosquée de Clermont-Ferrand.

Les travaux commencent en 2003 et la première tranche des travaux, constituant le volet cultuel, est achevée en 2009. Elle est inaugurée le 29 janvier 2010.

## Architecture
L'édifice est prévu pour recueillir près de 1500 personnes.
Sa façade orientale est notamment surmontée de deux tours qui à leur sommets portent un dôme et entre ces dernières se trouve une grande coupole de verre. Les murs sont d'une couleur blanche accentuant la forte luminosité du lieu, et sont également couverts de calligraphies.
Elle comprend une salle de prières pouvant accueillir 1 500 fidèles ainsi que l'Institut musulman d'Auvergne.